# Maryam (sura)

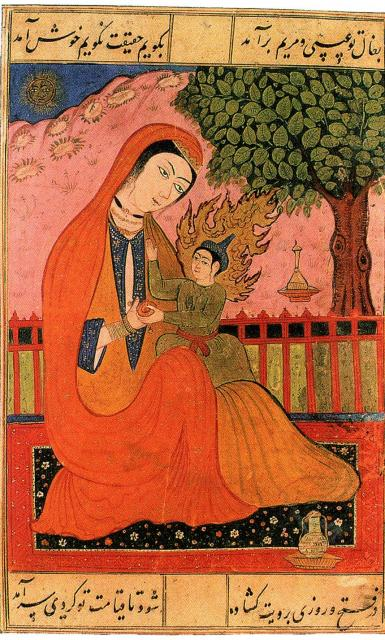
Persisk miniatyr; Jungfru Maria (Maryam) och Jesus (Isa).

Maryam (arabiska: سورة مريم, Sūratu Maryam, "Maria") är den nittonde suran i Koranen med 98 verser. Den är från Mekka-perioden och uppkallad efter Maryam, det semitiska namnet för Maria, mor till Jesus (Isa).
Suran börjar med födelsen av Yahya (Johannes Döparen) och berättar sedan om Maryam och födelsen av Jesus. Suran tar i senare delen avstånd från den i Koranen som en hädelse omtalade kristna treenigheten som påstår att Jesus är Guds son.